# Немачка конфедерација
Немачка конфедерација или Немачки савез била је конфедерација немачких држава образована на Бечком конгресу (1815) на основу Савезног документа од 8. јуна 1815.  У Немачки савез је ушло 35 немачких државица и слободни градови Либек, Бремен, Франкфурт на Мајни и Хамбург. По Фридриху Енгелсу, државице укључене својим територијама у Немачки савез биле су под диктатуром Аустрије и Прусије, две највеће државе чланице, које су једна другој оспоравале превласт у конфедерацији, што је довело до Аустријско-пруског рата и распуштања Савеза 24. августа 1866.
Конфедерација је била ослабљена ривалством између Пруске краљевине и Аустријског царства, и немогућношћу више њених чланова да направе компромис. Немачке револуције 1848–49, мотивисане либералним, демократским, социјалистичким и националистичким осећањима, покушале су да трансформишу Конфедерацију у јединствену немачку савезну државу са либералним уставом (често званим Уставом из Франкфурта). Владајуће тело конфедерације, Конфедеративни савет, распуштено је 12. јула 1848. године, али је поново успостављено 1850. године након што су револуцију сломиле Аустрија, Пруска и друге државе.
Конфедерација је коначно распуштена након победе Краљевине Пруске у Седмонедељном рату над Аустријским царством 1866. Спор око тога ко је имао инхерентно право да влада немачким земљама завршио се у корист Пруске, што је довело до стварања Севернонемачка конфедерација под пруским вођством 1867, којој су додати источни делови Краљевине Пруске. Један број јужнонемачких држава остао је независан све док се нису придружиле Севернонемачкој конфедерацији, која је преименована и проглашена у „Немачко царство“ 1871. године, као уједињена Немачка (осим Аустрије) са пруским краљем као царем (Кајзером) после победе над француским царем Наполеоном III у Француско-пруском рату из 1870.
Већина историчара је оценила да је Конфедерација била слаба и неефикасна, као и препрека стварању немачке националне државе. Ова слабост је била део његовог дизајна, пошто европске велике силе, укључујући Пруску и посебно Аустрију, нису желеле да она постане национална држава. Међутим, Конфедерација није била 'лабава' веза између немачких држава, јер је било немогуће напустити Конфедерацију, и пошто је закон Конфедерације стајао изнад закона савезних држава. Уставна слабост Конфедерације лежала је у принципу једногласности у Скупштини и границама домета Конфедерације: то је у суштини био војни савез за одбрану Немачке од спољних напада и унутрашњих немира. Иронично, Рат из 1866. показао је њену неефикасност, јер није била у стању да комбинује савезне трупе у борби против пруске сецесије.

## Историја
Немачка конфедерација (1815—1866) је имала мирнији политички живот од Светог римског царства, мада је своје постојање окончала ратом. Настанак ове конфедерације везује се за Бечки конгрес на коме су донете одлуке да се не успоставља старо царство на тлу Немачке, већ да сваки од политичких субјеката добије пун суверенитет. Број држава и државица је из војних или политичких разлога спао на око тридесет. У конфедерацију улази Аустрија а из ње је издвојена осамостаљена Белгија. Конфедерација је успостављена као веза и спој ових немачких територија.
Надлежности конфедерације су биле мале. Политички субјекти су се обавезали на заједничку одбрану и одржавали су известан број заједничких тврђава. Било је предвиђено и да се у случају рата формирају одређени заједнички војни контингенти. То се десило само једном током рата са Данском око Шлезвиг-Холштајна.
Заједнички орган је била Диета, која се састајала у Франкфурту под номиналним председништвом аустријског цара који је још носио царску титулу, изведену из статуса у старој Немачкој. Закони које је Диета доносила били су углавном везани за одбрану. Мешање у унутрашње послове држава-чланица нити је било остварљиво, нити се покушавало. Ову конфедерацију је донекле одржавала и царинска унија (Zollverein) која је настала 1834. године на иницијативу Пруске.
Најбурнији моменат овог одбрамбено-економског савеза била је револуција 1848. године када су делегати у Франкфурту, у националном заносу, планирали преображај конфедерације у ново, либерално-грађанско немачко царство. Тај покрет, током кога је иначе настала данашња немачка застава, угушен је од стране пруског краља који је имао другачије планове за уједињење Немачке.
Управо остваривање тих планова довешће до краја конфедерације. Борећи се за превласт у немачком свету Пруска и Аустрија ће 1866. године заратити, што ће означити и крај конфедерације. После пруске победе, настаће Севернонемачки савез, под пруском доминацијом, који ће послужити као непосредни увод за коначно уједињење Немачке пет година касније.
Показало се да циљ ове конфедерације није ни био постизање неког чвршћег јединства преко усаглашавања интереса. Желело се да се продужи нека традиција заједничке немачке државе, а да се притом не мења фактичко стање које је карактерисала независност конституенса. Разлози су били историјски и привредни јер је несметана трговина између земаља-чланица била је од великог значаја, посебно за грађанску класу у успону.

## Организација
Циљ Немачког савеза, како је дефинисано у члану 2. Савезног документа, био је да се обезбеди унутрашња и спољна безбедност и независност појединих немачких држава, које су имале потпуни суверенитет у својим унутрашњим пословима. Образована је Савезна скупштина са седиштем у Франкфурту на Мајни, која није била парламент државе, већ дипломатска конференција, чији су делегати били представници немачких владара. Скупштини је председавао представник Аустрије. На Пленуму скупштине, од укупно 70 гласова, Аустрија, Прусија, Баварска, Саксонија, Хановер и Виртемберг имали су по 4 гласа, Баден, Хесен, Луксембург, Холштајн и Лимбург по 3, а остали по 1 глас. За обављање текућих послова састајала се Мала скупштина, у којој је ових 11 већих држава имало по 1 глас, а остале 6 (укупно 17 гласова).

## Недостаци
Одлуке Савезне Скупштине нису биле обавезне за државе чланице, па она није имала ни извршну, ни законодавну власт. Спољну политику Немачког савеза заступале су, углавном, Аустрија и Прусија. Планови о заједничкој војсци пропали су због узајамног неповерења. Војска Немачког савеза није никада јединствено наступила на бојишту. У немачко-данском рату 1848-1850. делови савезне војске употребљени су у Шлезвиг-Холштајну. 1859. мобилисана су 4 савезна корпуса за помоћ Аустрији у Италији, али нису употребљени. У немачко-данском рату 1864. учествовале су само аустријске и пруске снаге. Најзад, у Аустријско-пруском рату 1866. Савезна скупштина је на предлог Аустрије, већином гласова решила да се снаге Немачког савеза мобилишу против Прусије, али се то није остварило јер се Савез распао.

## Распад
У првој половини 19. века талас револуционарних покрета захватио је и државе Немачког савеза, који је, као оруђе Свете Алијансе, послужио у борби против револуционарних покрета у немачким државама. Борба између Прусије и Аустрије у оквиру Немачког савеза за превласт у Немачкој временом се заоштравала. Под вођством Прусије формиран је 1833. од 18 држава (без Аустрије) царински савез који је постао економска основа за будуће уједињење Немачке 1871. По Фридриху Енгелсу, тај успех Прусије привукао је на њену страну сву буржоазију малих и средњих немачких држава.
После мартовске револуције 1848. распуштена је 28. јуна Савезна скупштина, али је већ 29. новембра 1850. у Оломоуцу посредством Русије, обновљен Немачки савез под супремацијом Аустрије. Савезна скупштина је у вези са сукобом око Шлезвиг-Холштајна на предлог Аустрије 14. јуна 1866. искључила већином гласова Прусију из Немачког савеза. Савезна скупштина се 14. јула преселила у Аугсбург, где је 24. августа одржала последњу седницу.
После победе Пруске над Аустријом 1866. основан је Севернонемачки савез.